# Путалинский Ёган
Путалинский Ёган — река в России, протекает по Сургутскому району Ханты-Мансийского АО. Впадает в слева в реку Катесовский Ёган. Во время разлива возле устья образуется озеро Катесовский Сор. Длина реки составляет 25 км. В двух километрах от истока находится Путалинский вахтовый посёлок.

## Данные водного реестра
По данным государственного водного реестра России относится к Верхнеобскому бассейновому округу, водохозяйственный участок реки — Обь от города Нефтеюганск до впадения реки Иртыш, речной подбассейн реки — Обь ниже Ваха до впадения Иртыша. Речной бассейн реки — (Верхняя) Обь до впадения Иртыша.
Код объекта в государственном водном реестре — 13011100212115200047093.